# Крајпуташи у Дучаловићима
Крајпуташи у Дучаловићима представљају историјски значајна епиграфска сведочанства преузета са крајпуташа у селу Дучаловићи, Општина Лучани.

## Крајпуташи
У Дучаловићима данас постоје само четири крајпуташа - два подигнута борцима Првог и два борцима и страдалницима Другог светског рата. У недавној прошлости било их је много више, али су нетрагом нестали.
Меморијалну функцију има и неколико спомен-чесама на Овчару.

## Епитафи
Крајпуташ Радоју Вуловићу (†1914)
Овај Спомен Нашег Доброг Брата
РАДОЈА ВУЛОВИЋА из Дучаловића
Бивши Војник II чете 4 Бат. 10 Пука I Поз.
Поживи 25 г.
Учестова у Рату 1912 г. Пр. Турака:
1 13 г. Пр. Бугара: Са Аустро Маџ.
Борећи се за добро отаџбине
погину на Положају Јевремовци
25 Октомбра 1914 г. Славаму
Спомен му подигоше брат Никола
и снаја Миљанка.     (Пут Лучани-Чачак)

Крајпуташ Александру Тричковићу (†1915)
Овај спомен нашег доброг брата пок.
АЛЕКСАНДРА Тричковића родом из Прокупља
срез Прокупачки Округ топлички
Бившег војник I чете 2 Батаљона 2 Пук кадровски.
Поживио 21. год. Учестовао у рату
14 и 15. г. са Швабама Немцима и Бугарима
борећи се за своју добру отаџбину.
И слава му.
Спомен му подиже брат Бошко
писо Станимир Јаћимовић   (Пут Лучани-Чачак)

Крајпуташ Војиславу Воји Пајићу (†1941)
У јеку борбе за социјализам
ВОЈИСЛАВ ВОЈА ПАЈИЋ (1899-1941)
заменик комесара Драгачевске партизанске чете
радник и комуниста 22 септембра 1941
пао је као жртва четничке издаје и терора.
Савез бораца општине Лучани   (Пут Лучани-Чачак)

Крајпуташ Пантелићима – Драгићу (†1943) и Рајку (†1941)
ПАНТЕЛИЋ ДРАГИЋ 1918-1943 стрељан у немачком заробљеништву
РАЈКО 1920-1941. Стрељан у Краљеву од стране немаца
Сп. под. родитељи и браћа.   (Пут Јелица-Овчар)